# Michael Kury
Michael Kury (* 30. August 1978) ist ein ehemaliger österreichischer Skispringer.
Kury startet ab 1995 im Skisprung-Continental-Cup. Dabei konnte er bereits in seiner ersten Saison 1995/96 mit 758 Punkten den dritten Platz in der Gesamtwertung erreichen. Auf Grund dieses Erfolges gab er am 30. Dezember 1995 beim Auftaktspringen zur Vierschanzentournee 1995/96 sein Debüt im Skisprung-Weltcup. In Oberstdorf erreichte er am Ende den 46. Platz. In Garmisch-Partenkirchen konnte er am 1. Januar 1996 mit dem 26. Platz erstmals Weltcup-Punkte gewinnen. Am Ende der 1995/96 belegte er den 84. Platz in der Weltcup-Gesamtwertung. In der Sprungwertung erreichte er den 81. Platz. Bei der Junioren-Weltmeisterschaft 1996 im italienischen Asiago erreichte er im Teamspringen gemeinsam mit Markus Eigentler, Martin Zimmermann und Karl-Heinz Dorner die Silbermedaille. Im Continental Cup konnte er in der Saison 1996/97 mit 272 Punkten den 36. Platz in der Gesamtwertung belegen. Am 6. Januar 1997 startete er in Bischofshofen erneut im Weltcup, wurde aber am Ende nur 48. Nachdem er im Continental Cup in der Saison 1997/98 erneut gute Leistungen erzielt hatte, wurde er für die Vierschanzentournee 1997/98 erneut in den Weltcup-Kader berufen und beendete die Tournee auf dem 42. Platz der Tournee-Gesamtwertung. In Bischofshofen konnte er dabei mit dem 28. Platz letztmals in seiner Karriere Weltcup-Punkte gewinnen. Die Continental-Cup-Saison 1997/98 beendete er am Ende mit 634 Punkten auf dem 4. Platz in der Gesamtwertung. Im März 1998 sprang er letztmals beim Skifliegen in Vikersund im Weltcup, konnte dabei jedoch keine vorderen Platzierungen erreichen. Nach einem weiteren eher glücklosen Jahr im Continental Cup beendete Kury 1999 seine aktive internationale Skisprunglaufbahn.